# الإدارة البافارية للقصور والحدائق والبحيرات المملوكة للدولة
الإدارة البافارية للقصور والحدائق والبحيرات المملوكة للدولة ((بالألمانية: Bayerische Verwaltung der staatlichen Schlösser, Gärten und Seen)‏) تُعرف أيضاً بأسم قسم القصر البافاري ((بالألمانية: Bayerische Schlösserverwaltung)‏) هو قسم خاص من وزارة المالية من ولاية بافاريا في ألمانيا. يرجع أصلها إلي القرن 18، تُعرف الإدارة الآن بأنها مسؤولة عن قصر نويشفانشتاين وعدة قصور أخرى بُنيت في القرن 19 بواسطة لودفيك الثاني ملك بافاريا.
الإدارة مسؤولة عن 45 نصب تاريخي وهذا الرقم يتضمن:
- 9 مساكن مثل ميونخ ريزيدنز و إقامة فورتسبورغ
- 14 فيلة وقصر بما في ذلك قصر نويشفانشتاين، قصر ليندرهوف  [لغات أخرى]‏، جزيرة هيزنشمزي
- 10 مواقع محصنة بما في ذلك من القرون الوسطى قلعة نورمبرغ
- نصب تذكارية مثل بفراين سالو في كلهايم و رومشال (ميونخ) و فلد هارن هالي في ميونخ
- pilgrimage church، سانت بارتولومي (بافاريا) في منطقة بيرشتسغادن)

مسؤؤلة أيضاً عن 27 حديقة تاريخية و21 بحيرة، مشهور منها كيمزيه، بحيرة شتارنبيرغير، أميرسيه و الجزء البافاري من بحيرة كونستانس.

## روابط خارجية
- الموقع الرسمي